# أورهان آتالاي
أورهان آتالاي (بالتركية: Orhan Atalay)‏, (ولد:1 ديسمبر 1965, «غوله» في أرداهان, تركيا) سياسي تركي. ونائب سابق في البرلمان التركي لأكثر من دورة ممثلا عن حزب العدالة والتنمية.